# Pantalla de proyección

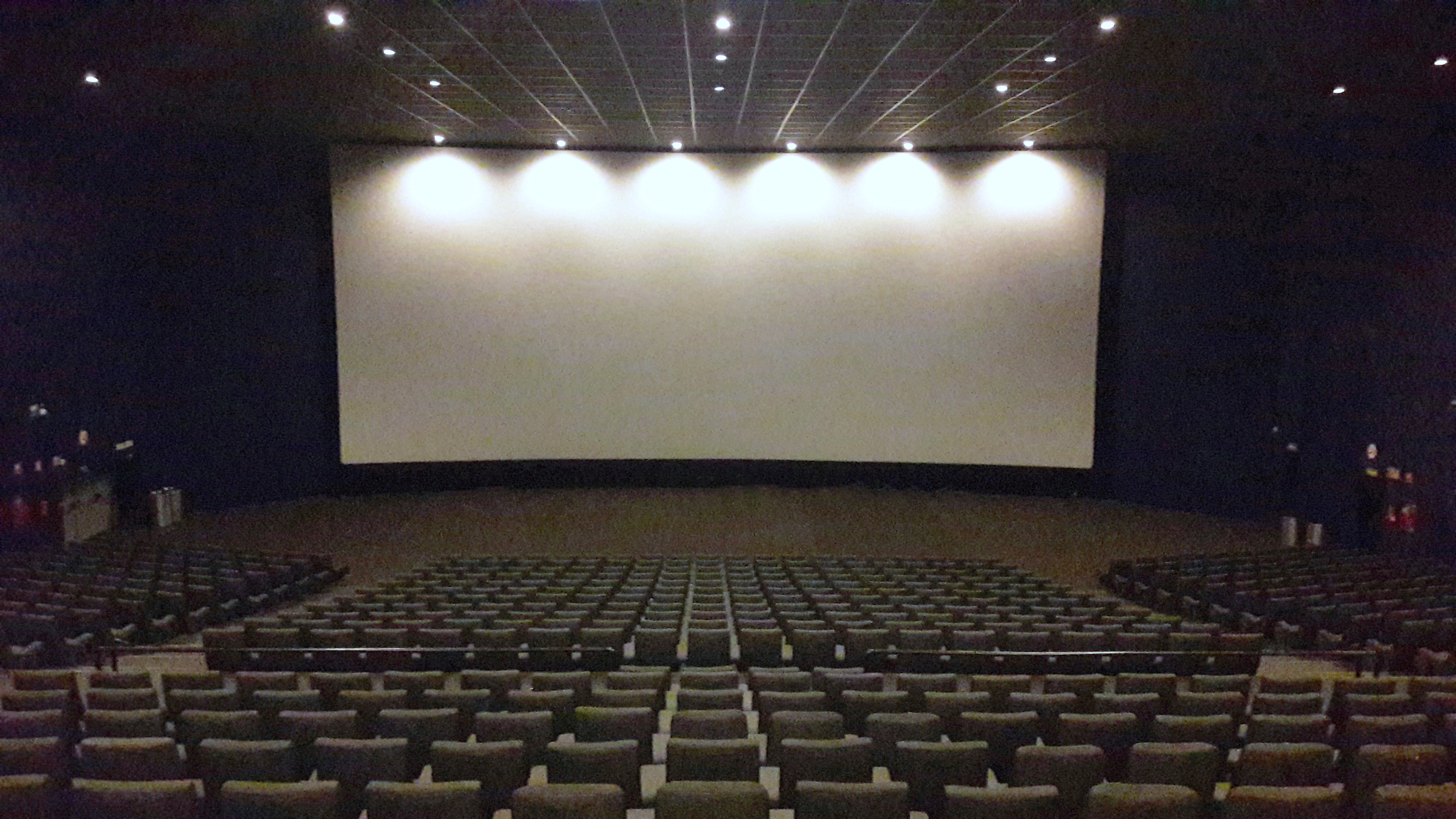
Pantalla de proyección en una sala de cine

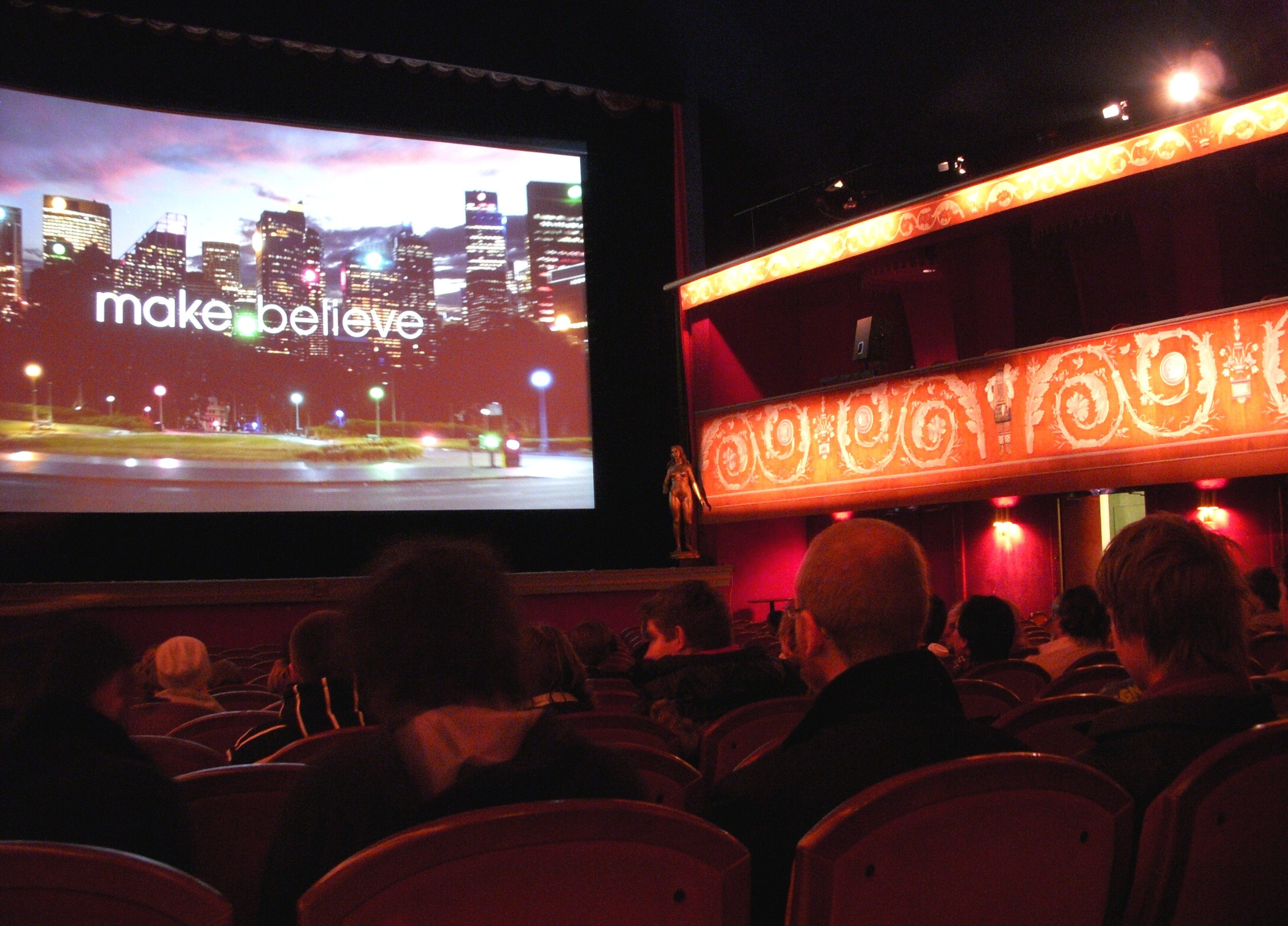
Pantalla del Teatro Skandia en Estocolmo

Una  pantalla de proyección  es una instalación compuesta de una superficie lisa para mostrar el resultado de la proyección de una imagen para una audiencia. La pantalla puede ser una instalación permanente, como en un cine, una pared pintada de blanco o, por ejemplo desenrollable desde el techo de la sala. También existen unas pantallas móviles que se pueden transportar de un lugar a otro.
La proyección normalmente se hace desde la parte delantera, pero las pantallas se pueden diseñar de tela transparente para la proyección desde la parte posterior.
Se usan casi exclusivamente los colores blanco y gris en las telas con el fin de evitar la decoloración de la imagen. Las pantallas pueden ser completamente planas o curvas para adecuarse a la óptica de los proyectores.
El  Tensión Tab  es un aditamento que se añade en la parte posterior de una pantalla Enrollable para que se extienda automáticamente en todas las direcciones, y por tanto quede totalmente lisa una vez desarrollada.

## Pantallas de Proyección eléctricas
Las Pantallas eléctricas para proyección están construidas para una Instalación fija en donde se usan medios diferentes de comunicación, como en salas de juntas o auditorios. Por medio den un motor eléctrico integrado en la carcasa y un remoto (alámbrico o inalámbrico) se puede subir y bajar la pantalla.

## Pantallas de Proyección manuales
Pantallas manuales ocupan el mismo uso como las pantallas eléctricas, pero su manejo es manual. Entonces para su instalación no necesitan una fuente eléctrica y su costo es mucho más económico. Regularmente su uso es en cine de casa.

## Pantallas de Proyección de trípode
Las Pantallas de trípode cuentan con una estructura plegable para montajes y desmontajes rápidos. No necesariamente la estructura es en forma de tres pies, también existen estructuras con perfiles de Aluminio cuadrados. Estas Pantallas de Proyección se usan en eventos temporales en donde no existe una instalación fija como cine al aire libre o festivales.
Estas pantallas existen de forma proyección frontal o proyección trasera.